# A Misericórdia me Alcançou
A Misericórdia me Alcançou é um álbum de estúdio do cantor Tuca Nascimento, lançado em 2014 pela gravadora MK Music.
O álbum foi produzido pelo próprio cantor e traz composições de Jonas Maciel, Simei Morais, Mattos Nascimento, Felipe Gonçalves, Cristiano Paula, Lenno Maia e o próprio cantor. Traz também a participação do Trio Nascimento, integrado por suas duas filhas Gisele e Michelle Nascimento, e seu sobrinho Wilian Nascimento.
O principal destaque do álbum é a canção "Basta uma Palavra", que ganhou versão videoclipe.

## Faixas
1. É Hoje
2. Basta uma Palavra
3. A Misericórdia me Alcançou
4. Meu Nome é Fé
5. Diga Aleluia (ft. Mattos Nascimento)
6. Manhã de Glória (ft. Trio Nascimento)
7. Meu Bem Maior
8. Canto de Vitória (ft. Pr. Remi)
9. Não Estou Sozinho
10. Eis-me Aqui

## Clipes
| Música            | Lançamento          |
| ----------------- | ------------------- |
| Basta uma Palavra | 14 de julho de 2014 |